# Zaischnopsis bouceki
Zaischnopsis bouceki är en stekelart som beskrevs av Gibson 2005. Zaischnopsis bouceki ingår i släktet Zaischnopsis och familjen hoppglanssteklar. Inga underarter finns listade i Catalogue of Life.